# Pseudotephritis vau
Pseudotephritis vau is een vliegensoort uit de familie van de prachtvliegen (Ulidiidae). De wetenschappelijke naam van de soort is voor het eerst geldig gepubliceerd in 1830 door Say.